# Дин Жучан
Дин Жучан (кит. упр. 丁汝昌, пиньинь Dīng Rǔchāng, в европейской литературе встречается также написание Ting Joochang; 18 ноября 1836 — 12 февраля 1895, Вэйхайвэй) — китайский адмирал. Уроженец уезда Луцзян провинции Аньхуэй. Происходил из бедной семьи.

## Биография
В 1854 году принимал участие в восстании тайпинов, однако в 1861 году под Аньцином перешел на сторону Цинов и участвовал в его подавлении, последовательно служа в речной флотилии на Янцзы и армии Лю Минчуаня. После разгрома государства тайпинов принимал участие в подавлении восстания няньцзюней и получил за заслуги должность цаньцзян (полковник).
В 1868 году получил почетный титул Сеюн-батур и должность тиду (генерал).
В 1874 году выступил против программы цинского правительства по сокращению милитаристских вооруженных формирований, чем вызвал гнев своего патрона Лю Минчуаня. Обратившись за помощью к Ли Хунчжану, он получил предложение последнего об участии в создании современного военно-морского флота в Китае.
С 1875 года служил во вновь формируемом Бэйянском флоте.
В 1880 году был командирован в Европу для приемки приобретенных в Англии крейсеров «Янвэй» и «Чаоюн», и ознакомления с европейским судостроением, получил хороший опыт на верфях Германии и Франции. Дин Жучан поддерживал так называемое «движение за самоусиление» цинского Китая путём создания вооружённых сил и военной промышленности по западно-европейскому образцу. Принимал деятельное участие в создании китайского военного флота современного типа, состоявшего из паровых бронированных судов, построенных и закупленных за границей, фактически создавал с нуля военно-морские базы Бэйянского флота в Вэйхайвэе, Люйшунькоу и Даляньване. Проведенные по его приказу и под его руководством работы по созданию системы береговой обороны на островах Люгундао, Жидао и Хуандао, прикрывающих вход на рейд Вэйхайвэя, являются вершиной развития китайской фортификации в эпоху Цин.
В 1882 году являлся наблюдателем во время корейско-американских переговоров, фактически контролируя действия корейцев при подписании корейско-американского торгового договора. В ходе восстания гарнизона Сеула Дин Жучан принял активное участие в подавлении мятежа, прибыв в Инчхон с эскадрой из 7 кораблей и захватив отца корейского государя Коджона Ли Хаына, бывшего вдохновителем восстания. До 1885 года принимал участие в руководстве действиями китайских вооруженных сил по оккупации Кореи, готовился к отражению японской агрессии.
В 1883 году был назначен тиду города Тяньцзинь.
В 1884 году принял участие во франко-китайской войне, будучи откомандирован в Цинчжоу, за что был пожалован одной из традиционных высших наград — жёлтой курмой (курткой для верховой езды).
В 1888 году был назначен на должность хайцзюнь тиду (адмирал), командовал Северной эскадрой, базировавшейся в Чжилийском заливе. В период с 1888 по 1894 год, по мнению цинского историка Чжао Эрсюня, допустил много ошибок в подготовке флота, чем снизил его боеготовность. В 1894 году был назначен шаншу (министр).
С началом японо-китайской войны 1894—1895 командовал китайским флотом. Потеряв в бою 25 июля 1894 года у острова Пхундо канонерскую лодку «Гуанъи», вспомогательное судно «Цаоцзян» и зафрахтованный транспорт «Гаошэн», Дин Жучан отдал приказ о немедленном выходе Бэйянского флота в море для генерального сражения с японским флотом уже 2 августа 1894 года, однако указ из Цзунли Ямэнь (МИД империи Цин) запретил ему действовать восточнее линии Вэйхайвэй — устье реки Ялу. 
Дин Жучан лично командовал Бэйянским флотом в сражении с японским флотом в устье реки Ялу в Жёлтом море 17 сентября 1894 года, когда китайцы не позволили японскому флоту сорвать высадку подкреплений в устье реки Ялу. В этом тяжелом бою китайская эскадра потеряла 5 кораблей из 10, но выполнила свою стратегическую задачу по обеспечению высадки десанта. В феврале 1895 года, когда японские войска заняли береговые батареи и форты главной цинской военно-морской базы Вэйхайвэй, в котором стояла китайская Северная эскадра, Дин Жучан возглавил сопротивление остатков Бэйянского флота, стоявшего на внутреннем рейде острова Люгундао, прикрывавшего вход в бухту Вэйхайвэя. Сопротивление длилось с 1 по 16 февраля 1895 года. 
После гибели 5 февраля 1895 года флагманского броненосца «Динъюань» положение стало безнадежным. Через несколько дней на острове вспыхнул мятеж среди солдат и матросов, подстрекаемых иностранными военными советниками (Джон МакЛюр и другие). Дин Жучан был вынужден вступить в переговоры с японцами и обеспечил условия капитуляции, приемлемые для остатков китайского флота. Однако сам Дин Жучан отказался от предложенного ему политического убежища в Японии и покончил жизнь самоубийством. 
Его примеру последовала часть командиров Бэйянского флота. По приказу командующего Объединенным флотом Японии адмирала Ито Сукэюки, китайский учебный крейсер «Канцзи» был выделен для доставки в Чифу 12 иностранных военных советников, состоявших на службе в Бэйянском флоте. 19 февраля 1895 г. корабль покинул Вэйхайвэй, увозя на борту тела Дин Жучана и других китайских офицеров, добровольно расставшихся с жизнью. В момент выхода корабля из гавани на всех японских судах были приспущены флаги, а с флагманского крейсера «Мацусима» был произведен артиллерийский салют.
За сдачу Вэйхайвэя Дин Жучан был посмертно лишен всех званий и должностей, однако он оставался популярным среди цинских военных, видевших в его поведении образец следования долгу. По просьбам цинского генералитета в 1911 году Дин Жучан был восстановлен во всех чинах и званиях посмертно, а после свергнувшей династию Цин Синьхайской революции семья смогла обеспечить достойные похороны останков адмирала в 1912 году.

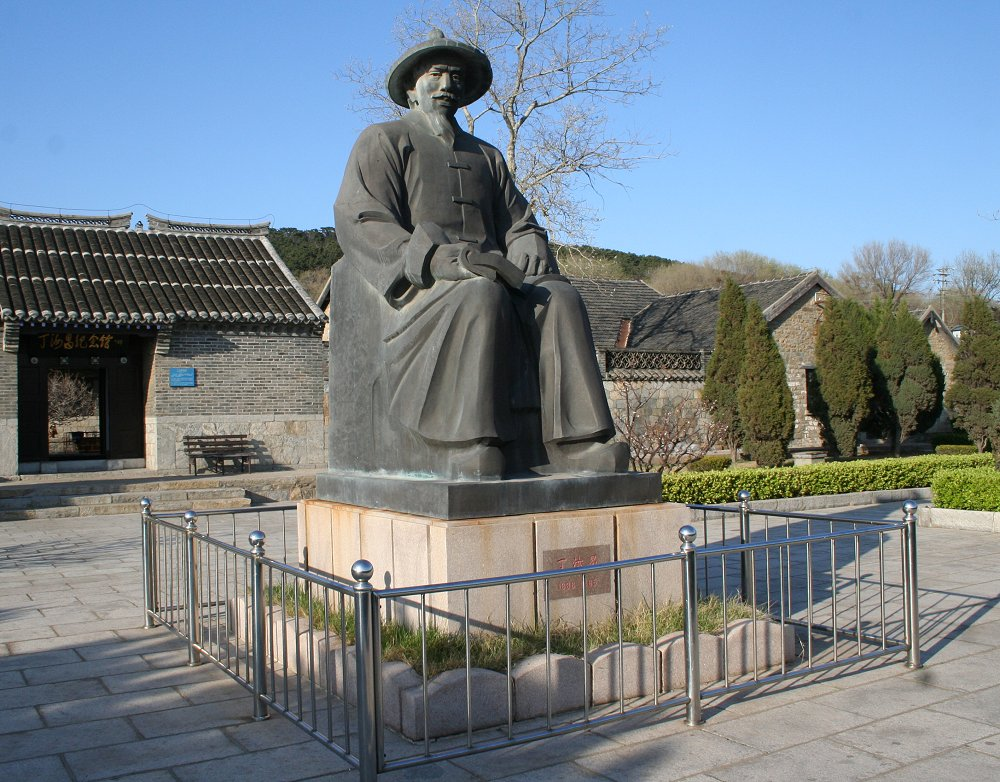
Памятник Дин Жучану на о.Люгундао в г.Вэйхай, КНР
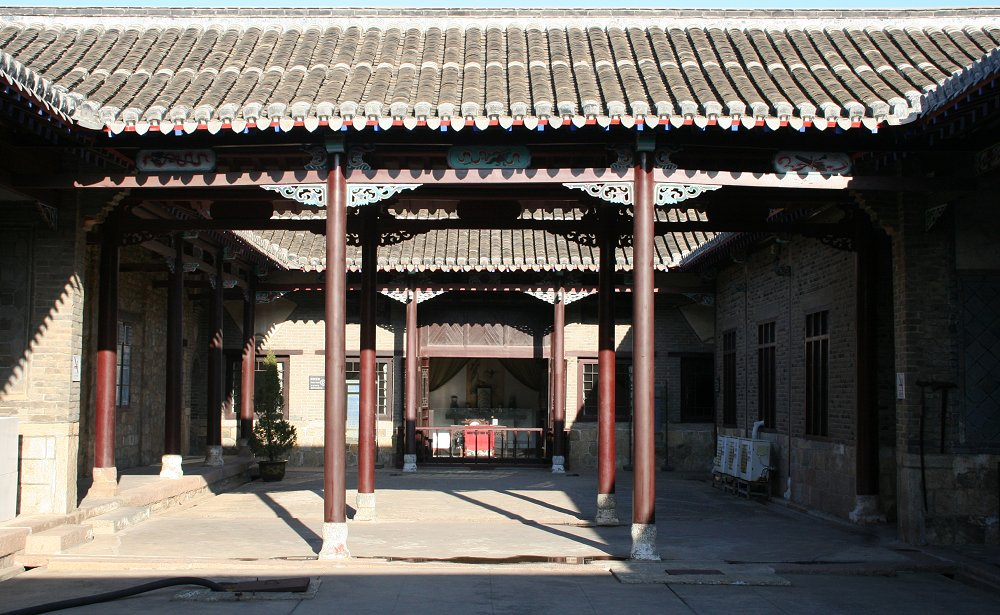
Воссозданная приемная адмирала в штаб-квартире Бэйянского флота на о.Люгундао
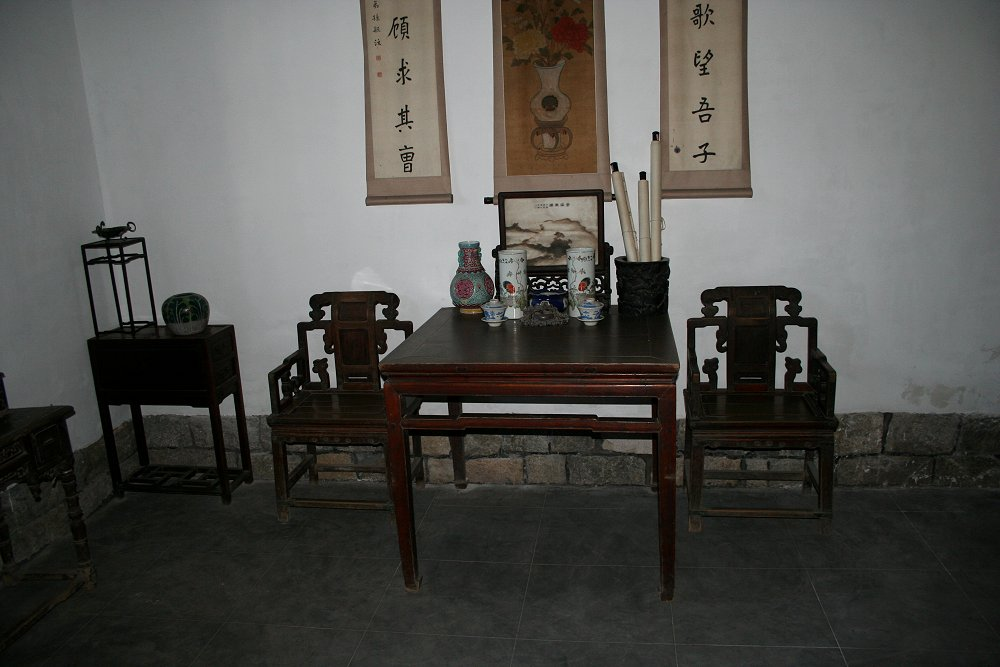
Гостиная в воссозданных личных покоях адмирала на о.Люгундао
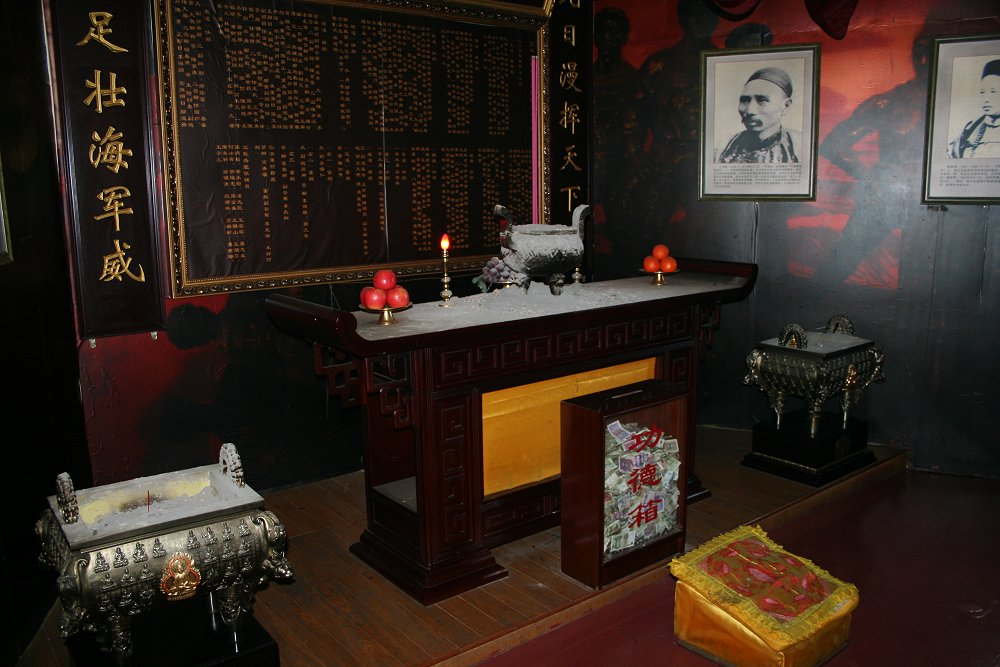
Мемориальный храм в честь героев Японо-китайской войны 1894-95 гг. на борту музейного броненосца "Динъюань" в г.Вэйхай. Виден портрет Дин Жучана